# Wohlfahrtia brevicornis
Wohlfahrtia brevicornis är en tvåvingeart som beskrevs av Cha och Zhang 1996. Wohlfahrtia brevicornis ingår i släktet Wohlfahrtia och familjen köttflugor. Inga underarter finns listade i Catalogue of Life.